# Mary's Meals
Mary’s Meals je charitativní nevládní nízkonákladová organizace zabývající se programy školního stravování v převážně rozvojových zemích. Vznikla v roce 2002 z již existující organizace SIR (Scottish International Relief) fungující od roku 1992. Pracuje v osmnácti, povětšinou rozvojových, zemích a každý den zajišťuje školní jídlo pro 2 429 182 dětí. Programy jsou nejrozšířenější v Malawi (přes milion dětí), kde třetina dětí školního věku dostává jídla od Mary’s Meals .

## Stručná historie

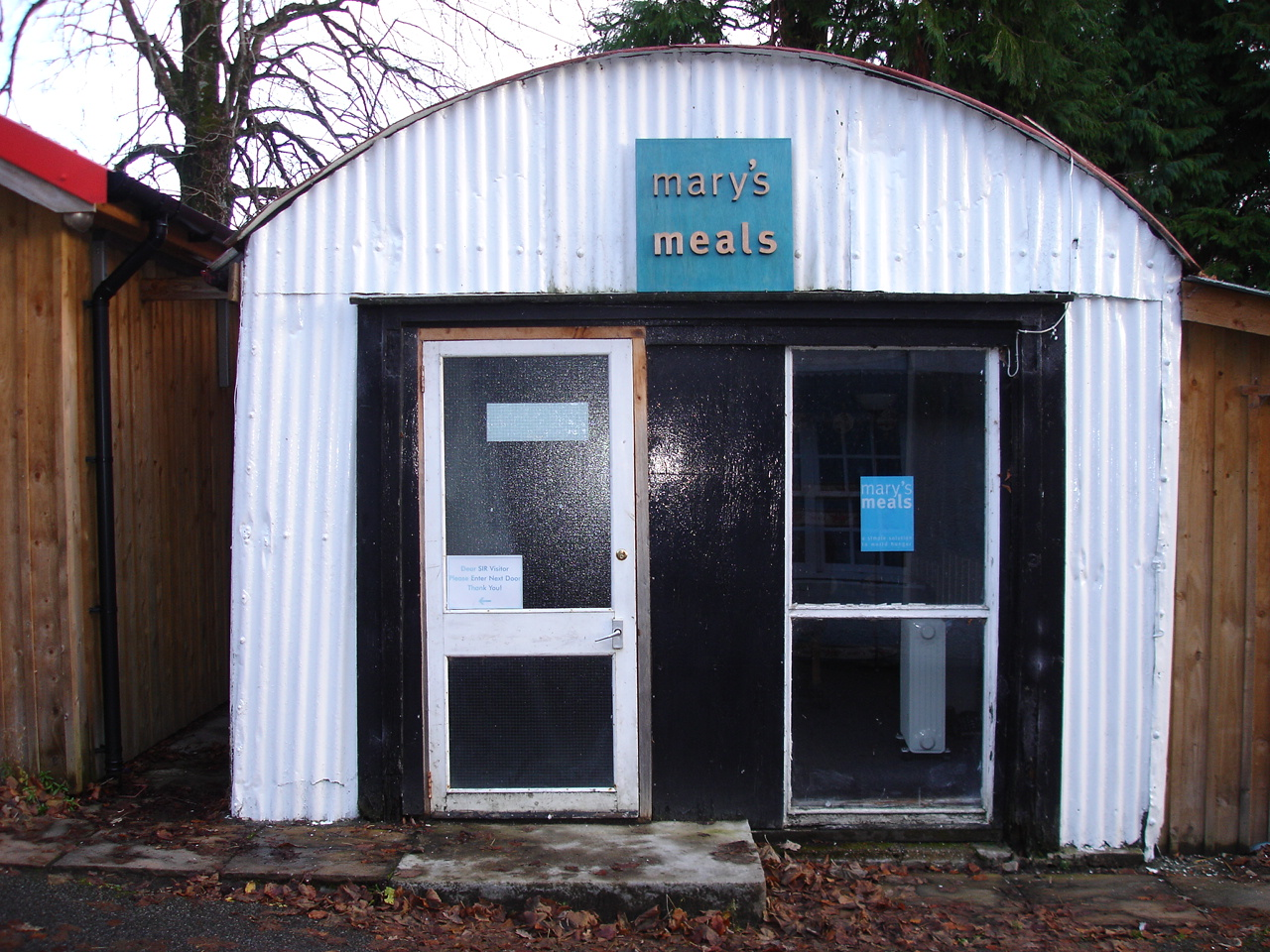
Bouda v Dalmally v roce 1992 sloužila jako skladiště darovaného materiálu na pomoc při občanské válce v Bosně. Dnes je to hlavní sídlo Mary's Meals a zároveň kancelář Magnuse MacFarlane-Barrowa.

V roce 1992 se bratři Magnus a Fergus MacFarlane Barrow rozhodli uspořádat dobročinnou sbírku (jídlo, oblečení, léky i finanční dary) pro obyvatele Bosny, kteří nesli následky války v Bosně a Hercegovině. O pár týdnů později dovezli konvojem pomoc do Međugorje. Po návratu do Skotska byl i nadále zájem o pokračování sbírky. Magnus se proto rozhodl opustit své stávající zaměstnání a plně se věnovat humanitární pomoci. Tímto vznikla charitativní organizace SIR. Během následujících deseti let pomáhala SIR například v Rumunsku opuštěným dětem, v Libérii zajišťovala mobilní kliniky pro vracející se uprchlíky po občanských konfliktech a pokračovala v dovozu materiální pomoci do Chorvatska a Bosny a Hercegoviny.
V roce 2002 se díky humanitární akci SIR na pomoc obětem hladomoru v Malawi setkal Magnus s Emmou, matkou šesti dětí, umírající na AIDS. Během rozhovoru s jejím nejstarším synem Edwardem se ptal na jeho sny. Dostal odpověď: „Chci mít co jíst a jednoho dne chodit do školy.“ Takto vznikla myšlenka Mary’s Meals. Ještě ten samý rok začala SIR podávat jídla ve školách prvním 200 dětem v Malawi.
V roce 2011 už dostávalo každý den jídla ve škole půl milionu dětí. V roce 2012 se organizace SIR přejmenovala na Mary’s Meals (Mariiny pokrmy), po Panně Marii. Název vychází z katolického vyznání zakládajících členů. Organizace si zakládá na vzájemné úctě k rozdílným světovým názorům a vyznáním a není určena k šíření konkrétní víry.

## Činnost
Mary’s Meals zajišťuje programy školního stravování v převážně rozvojových zemích. Pomoc jednotlivým školám je podmíněna aktivním zapojením místní komunity. Součástí této pomoci je vybudování kuchyně na pozemku školy, kam každý den dochází skupina dobrovolníků, většinou z řad rodičů, kteří připravují jídlo ze surovin zajišťovaných Mary’s Meals. Pokud je to možné, pochází suroviny od místních farmářů. Jednotlivé školy jsou monitorovány zaměstnanci místní pobočky Mary’s Meals. Průzkumy ukazují zvýšení počtu zápisů do škol, zlepšení docházky, větší soustředěnost žáků během vyučování a zlepšení jejich tělesného a psychického zdraví. Dlouhodobé cíle takovéto pomoci jsou: povzbuzení komunit v podpoře vzdělávání, podpora místních drobných zemědělců a uznání potřeby školního stravování ze strany vlády.

#### Podpůrné projekty

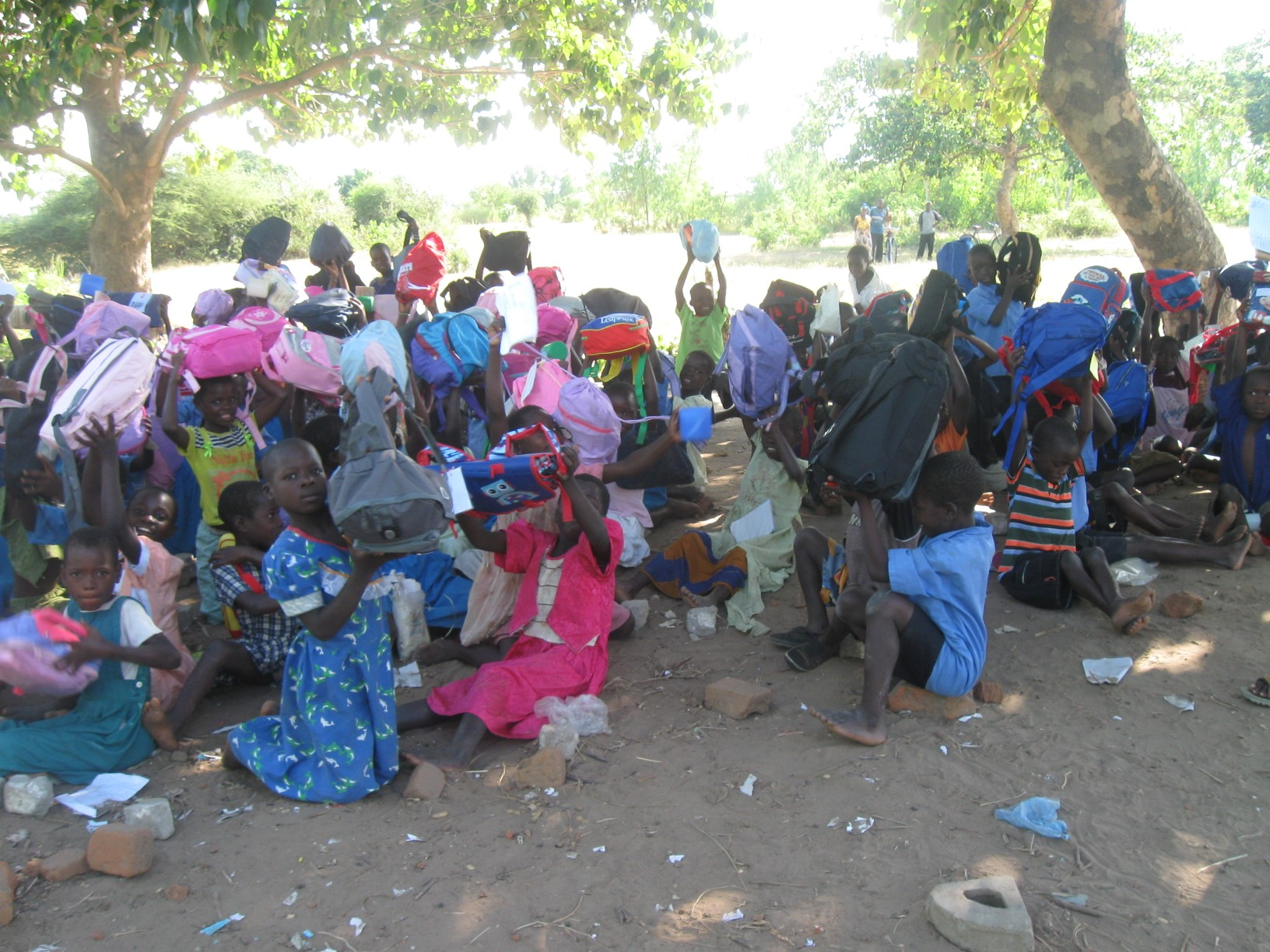
Děti ve škole Chisebe Primary v Malawi dostávají batohy v rámci Batůžkového projektu.

Existují dva podpůrné projekty: „Sponzoruj školu“ a „Batůžkový projekt“. Sponzorování školy funguje na principu každoročního poskytování finančních prostředků pro určitou školu. V rámci Batůžkového projektu jsou děti, mimo jiné i z České republiky, vedeny k zabalení psacích a hygienických potřeb a oblečení do školních batohů, které jsou následně poslány do některých škol, kde Mary’s Meals pomáhá.

#### Humanitární pomoc v krizových situacích
Součástí činnosti je i humanitární pomoc v krizových situacích, například následky zemětřesení na Haiti (2010), pomoc lidem postiženým záplavami a sesuvy půdy v Kerale (2018), pomoc při záplavách v Malawi (2019) nebo reakce na akutní nedostatek jídla v Somálsku (2011), v Keni a Jižním Súdánu (2014),nebo Etiopii (2021).

#### Pomoc během pandemie covidu-19 (2020)
Epidemiologická situace v souvislosti s virovým onemocněním covid-19 vedla k uzavření škol ve většině programových zemí. Náhradní výuka byla vládně zajištěna například formou rádiových vysílání. Mary's Meals ve spolupráci s místními vládami a partnerskými organizacemi zajistilo distribuci potravin a mýdel přímo do rodin.

#### Financování
Mary’s Meals je nízkonákladová organizace, proto vysoce spoléhá na práci dobrovolníků. Závazkem organizace je použít maximálně 7 % ze získaných prostředků na fundraising a zbylých 93 % použít na charitativní účely (v nich jsou započteny i platy zaměstnanců). V roce 2020 bylo vybráno 31,8 milionu eur a z toho pouze 1 % bylo využito na fundraisingové účely.

## Programové země

### Afrika
Malawi
Malawi patří mezi pět nejchudších zemí světa, kde 85 % obyvatel žije na venkově a živí se zemědělstvím. Země je velice náchylná k extrémním šokům (například extrémní sucha v letech 2015 a 2016) a vyskytují se zde problémy v oblasti vzdělávání, dětská podvýživa a nedostatečný přístup ke zdravotní péči. V Malawi mohou děti navštěvovat základní školu bezplatně po dobu osmi let. Přesto pouze třetina dětí školu dokončí. Důvodem je jednak potřeba zajišťovat obživu pro rodinu nebo onemocnění dítěte.
30 % dětí na základních školách dostává jídla od Mary’s Meals, které zde bylo založeno roku 2002. Nyní má organizace pobočku v Blantyre čítající 114 zaměstnanců. Jídla jsou poskytována 1 044 834 dětem. Každý školní den dostávají kukuřičnou a sójovou kaši (tzv. likuni phala) obohacenou o vitamíny a minerály .
Zambie

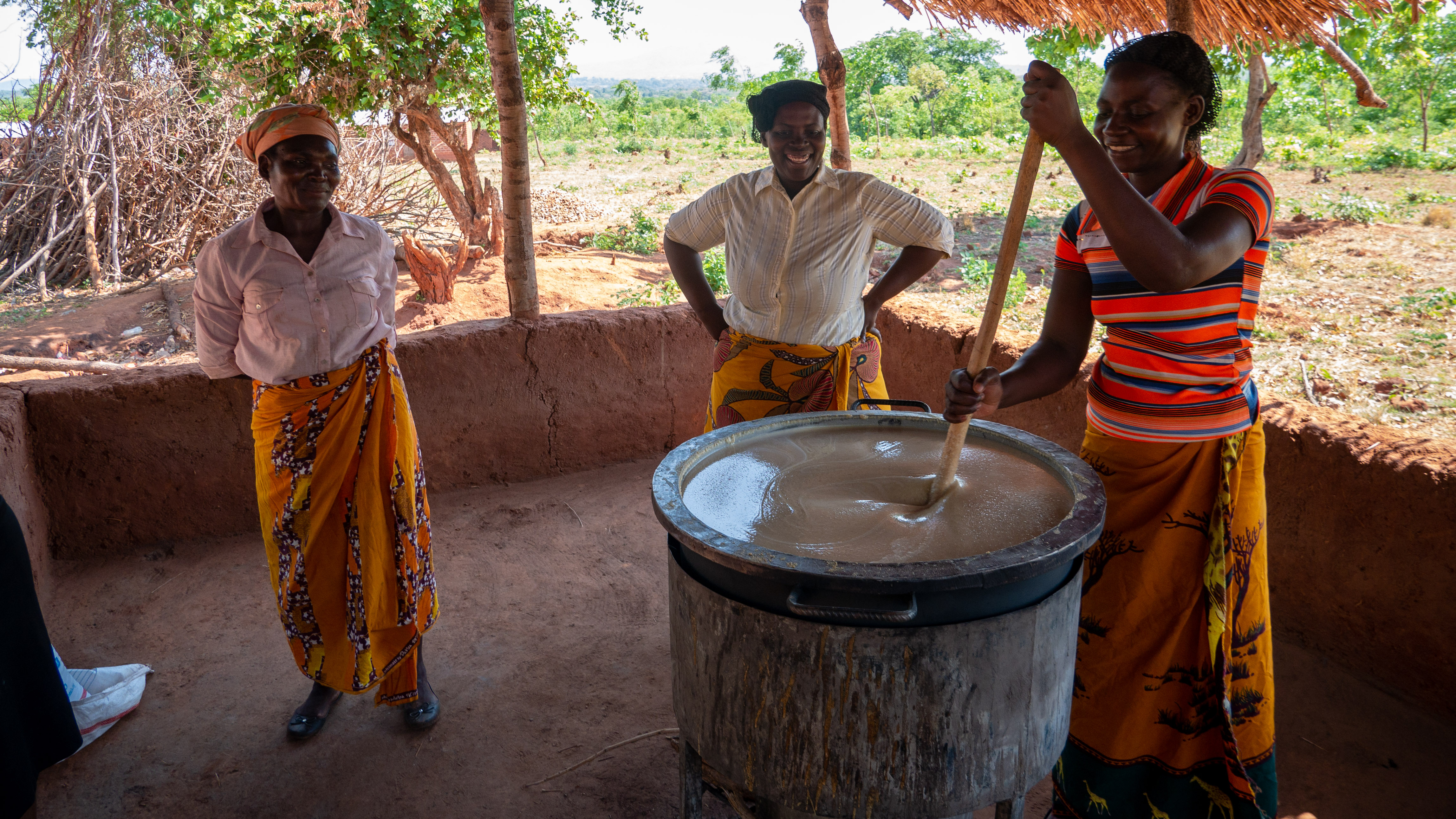
Dobrovolnice v Zambii míchají kaši až 2 hodiny, aby se voda ze studny dostatečně převařila.

Zambie se řadí mezi země s nejvyšší chronickou chudobou na světě a nejvyššími rozdíly mezi bohatým a chudým obyvatelstvem. Potýká se s vysokou mírou nezaměstnanosti, extrémně vysokou mírou podvýživy, špatnou infrastrukturou a nedostatkem kvalifikovaných pracovních sil.Základní vzdělání je bezplatné, avšak mnoho škol nemá dostatek učitelů a chybí jim dostatečné zázemí.
Mary’s Meals pomáhá od roku 2014 v okolí města Chipata, ve kterém je i zřízená kancelář Mary’s Meals Zambia, která má na starosti management, dodávání surovin a monitorování školních programů. Každý den dostává 248 914 dětí kaši likuni phala.
Libérie
Libérie prošla dvěma občanskými válkami v letech 1989–1996 a 1999–2006. Mezi následky patří špatná ekonomická situace a nízká gramotnost ( 60,8 %). Škola hraje velkou roli ve snaze rehabilitovat děti, které během občanských válek byly dětskými vojáky. Pro ty jsou zřízena učiliště. Stálým nebezpečím je virus HIV, se kterým žilo 43 200 obyvatel k roku 2017.Státní základní školy jsou bezplatné, avšak často nemají dostatek financí.
Kancelář Mary’s Meals Liberia je ve městě Tubmanburg, přibližně 60 km od hlavního města Monrovia. Ve stejném místě sídlí i internátní škola Oscar Romero pro hluché, podporovaná Mary’s Meals. Programy v zemi fungují od roku 2006 a nyní zajišťují školní pokrmy 157 439 dětem. Jídla alternují mezi kaší a fazolemi s rýží.
Keňa
Ve velkých městech Eldoret a Kisii se programy školního stravování soustředí na děti z městských slumů. V severní Turkaně pomáhá Mary's Meals dětem chudých farmářů společně s Diecézí Lodwar. Turkana je postižena dlouhodobými suchy a potravinovou nejistotou.
V Keni jsou pokrmy od Mary’s Meals podávány od roku 2005 a v současnosti dostává 78 723 dětí každý školní den rýži nebo kukuřici s fazolemi.
Madagaskar
Madagaskar patří podle OSN mezi nejméně rozvinuté země světa. Kvůli právnímu systému upřednostňujícímu držení ve vazbě (pokud obžalovaný nemá peníze na složení kauce) jsou mnozí chudí lidé drženi ve vězení i za malé přestupky, aniž by u nich proběhlo soudní řízení. V současnosti je v madagaskarých vězeních více lidí ve vazbě než usvědčených. Mezi těmito vězni jsou I děti starší 12 let. Vězení nemají dostatečnou kapacitu a často porušují hygienické zásady.
Od roku 2018 dodává Mary’s Meals dětem ve věznicích rýži s fazolemi nebo masem každý den, zatímco partnerská organizace Grandir Dingement & Feedback Madagascar se stará o vyučování. Od roku 2019 se Mary's Meals rozšířilo i do škol v chudých částech země. V současné době dostává pokrmy 25 460 dětí.
Zimbabwe
Ekonomická krize v Zimbabwe uvrhla mnohé lidi do takové chudoby, že nedokážou obstarat jídlo ani sobě, ani svým dětem. V zemi je velký problém s nedostatečnou výživou a jejími následky. Jedním z nejzásadnějších z nich je zakrslý vzrůst. V roce 2015 bylo nahlášeno, že 27,6 %  dětí mladších 5 let nedosahuje na svůj věk přiměřeného vzrůstu.
Od roku 1980 je školní docházka povinná a bez nutnosti hradit školné. Zejména ve venkovských oblastech je však nedostatečný počet vyučujících a chybí příznivé podmínky pro vzdělávání. Mary’s Meals pomáhá od roku 2018 47 708 dětem v regionu Tsholotsho společně s Childcare ministries (ICCM). Od roku 2020 pomáhá Mary's Meals skrz partnera Mavambo Orphan Care (MOC) 6 000 dětem ze slumů v okolí města Harare. Mnoho z nich je HIV pozitivní a pro správné fungování antiretrovirální léčby potřebují dostatek živin.
Benin
Benin je jedna z nejchudších zemí na světě (30 % populace žije pod hranicí chudoby). I přesto, že školní docházka má být povinná a bezplatná pro děti do 11 let, často nejsou tyto požadavky splněny a děti z chudých rodin si chození do školy nemohou dovolit. Ve školách existuje velký nepoměr mezi dívkami a chlapci, pouze polovina beninských dívek navštěvuje školu. Mary’s Meals spolupracuje v Beninu od roku 2011 společně s řádem sester zázračné medailky Neposkvrněné Panny Marie. 2 894 školáků dostává Akassu: fermentované kukuřičné těsto s omáčkou.
Etiopie
Etiopie je velice chudá země, kde je 94,7 %  obyvatel nuceno vystačit s denním rozpočtem odpovídajícím 2 dolarům. Kvůli velkým suchům je nedostatek jídla a většina obyvatelstva je závislá na pomoci mezinárodních organizací. Školní docházka je povinná, avšak placená. Školné je vysoké a proto si většina rodin nemůže dovolit své děti do školy posílat. Těmto znevýhodněným dětem pomáhají „Dcery charity“, se kterými od roku 2017 spolupracuje Mary’s Meals na severu Etiopie, kde pomáhá 24 320 dětem. Jídla která děti dostávají jsou buď Kinche, nebo kukuřice s hrachem.
Jižní Súdán
Jižní Súdán je nejnovější nezávislý stát, který vznikl v roce 2012 po dvou občanských válkách v období 1955–1972 a 1983–2005. Kvůli dlouhotrvajícím ozbrojeným konfliktům je velké množství obyvatelstva negramotné. Na základě zákona o dětských právech (2008) je základní vzdělání povinné a bezplatně přístupné. I přesto více než 2 milionu (přes 70 %) dětí školního věku do školy nechodí. Dívky tvoří největší skupinu dětí nechodících do školy často z důvodu předčasných sňatků. Mary's Meals pomáhá ve spolupráci s Rumbecskou diecésí v regionu Jezer od roku 2008. 46 537 dětí dostává každý den ve škole porci kukuřice s fazolemi, nebo čirok s fazolemi.
Niger
Kvůli chudobě, ve které žije 75 % obyvatel, a hladu se mnoho dětí může dostat do vězení kvůli drobným krádežím. Mary's Meals poskytuje od března 2020 jídla ve třech věznicích dětem ve věku 13–18 let, které jsou součástí vzdělávacích programů partnerské organizace Grandir Dignement.

### Asie
Indie
Indie je druhá nejlidnatější země světa a má druhý největší školský systém. Základní vzdělání je povinné a od srpna 2009 bezplatné. I přes nařízení je mnoho dětí do školy nedochází. Na venkovech žijí rodiny pod hranicí chudoby a děti často místo navštěvování školy pracují. Většina těchto dětí jsou dívky, které zůstávají doma, nejen kvůli zvyklostem, ale také kvůli svému bezpečí.
Situace na venkovech, kde chudí obyvatelé vnímají vzdělání jako přežitek, vyvolala iniciativu pro budování škol a neformálních vzdělávacích center, kam tyto děti mohou docházet. Mary’s Meals pomáhá na severovýchodě Indie a v okolí Delí od roku 2004. Partnerem je organizace BREAD (Board for Research Education and Development), která zajišťuje vzdělávání ve formálních i neformálních školách. BREAD funguje od roku 2009 a pomáhá s implementací programů školního stravování Mary’s Meals v Indii. Mary’s Meals zde pomáhá 42 914 dětem.
Sýrie
Sýrie byla od roku 2011 zmítaná občanskou válkou mezi režimem, rebely, kurdskými milicemi a Islámským státem. Mary’s Meals pomáhá v městě Aleppo, které je jedno z nejstarších a nejzalidnějších měst. Během občanské války bylo město obléháno a bombardováno.
Mary’s Meals zde podává zdravé wrapy s ovocem od roku 2017. Spolu s organizací Dorcas zajišťují školní jídla 4 158 dětem.
Libanon
Mary’s Meals pomáhá v městě Antelias ve dvou komunitních neformálních vzdělávacích centrech společně s organizací Dorcas. Pomoc je směřovaná hlavně dětem, které musely uprchnout ze Sýrie kvůli válečnému konfliktu. Od roku 2016 dostává 1 600 školáků (ze Sýrie, ale i Libanonu) wrap a ovoce.
Myanmar
32 % Myanmarského obyvatelstva žije pod hranicí chudoby. Kvůli nízké úrovni zdravotnictví se mnoho dětí potýká s nedostatečnou výživou, virem HIV (často přenesené z matky na plod). Mnoho dětí pracuje, aby mohly podpořit svou rodinu. Častá je práce v dolech nebo na stavbě.
Vzdělání je povinné a bezplatné do deseti let. Investice do školství jsou minimální a chudí rodiče nemají vždy možnost zaplatit za své děti poplatky související se školou. Mary’s Meals pomáhá od roku 2008 v okolí delty Irrawaddy 1 554 dětem společně s Episkopální komisí pro vzdělání.
Thajsko
V Thajsku pomáhá Mary’s Meals dětem z přistěhovaleckých rodin (hlavně z Barmy). Tyto rodiny jsou často málo placeny a děti musejí pracovat, aby se rodina uživila. Děti z imigrantských rodin mají někdy zakázaný vstup do státních škol a jejich jediná šance na vzdělání je v soukromých školách. Ty si ovšem rodina nemůže dovolit. Nadace Living Water pomáhá zřizovat školy pro takto znevýhodněné děti, kde se mohou vzdělávat a od roku 2008 dostávají prostřednictvím Mary’s Meals rýži s masem a zeleninou. V současné době dostává jídla 368 dětí.
Jemen
V Jemenu pomáhá Mary's Meals od roku 2022 společně s partnerem Yemen Aid ve čtyřech školách v městské části Al Mansoora (hl. město Aden). Obyvatelé této části města sestávají hlavně z vnitřně vysídlených osob a dalších menšin, které bojují s hladem.
Mary's Meals podává plněné pita chleby s ovocem či zeleninou přibližně 4 646 dětem.

### Jižní Amerika
Haiti
Haiti je nejchudší zemí amerického kontinentu, která je svázána všudypřítomnou chudobou a nízkou úrovní vzdělání. Tento dlouhodobý stav ještě prohloubilo zemětřesení 12. ledna 2010 s epicentrem 15 km vzdáleným od hlavního města Port-au-Prince. Na jeho následky zemřelo 220 tisíc lidí a další 1,5 milionu přišlo o domov.
Mary’s Meals zde působí od roku 2006. V současnosti dostává 99 328 dětí rýži s fazolemi se zeleninovou omáčkou nebo rybou, a to ve městech Port-Au-Prince, v největším slumu Cité Soleil, v Gonaïves a v Hinche. Na Haiti Mary’s Meals spolupracuje s organizacemi Hands Together, Summits Education a Caritaas Hinche, které mimo jiné zakládají školy, sirotčince a kliniky, dodávají školní pomůcky a školí budoucí učitele.
Ekvádor
V Ekvádoru v současné době žije 1,5 milionu obyvatel v extrémní chudobě. Ekvádor se v minulosti potýkal s přírodními katastrofami a také zde stále stoupá podíl nezaměstnanosti a velká část populace je nevzdělaná. Častým zdrojem příjmu rodiny bývá práce dětí. Ty pak nechodí do školy, ačkoli je vzdělávání v Ekvádoru bezplatné (žáci ovšem musí platit za školní pomůcky a učebnice).
Mary’s Meals podává kuře s rýží a zeleninou ze školní zahrady 330 dětem ve slumech hlavního města Quito od roku 2010. Zejména pak podporují vzdělávání znevýhodněných dívek. Spolupracují zde s organizací Cristo Misionero Orante Foundation.

## Magnus MacFarlane Barrow

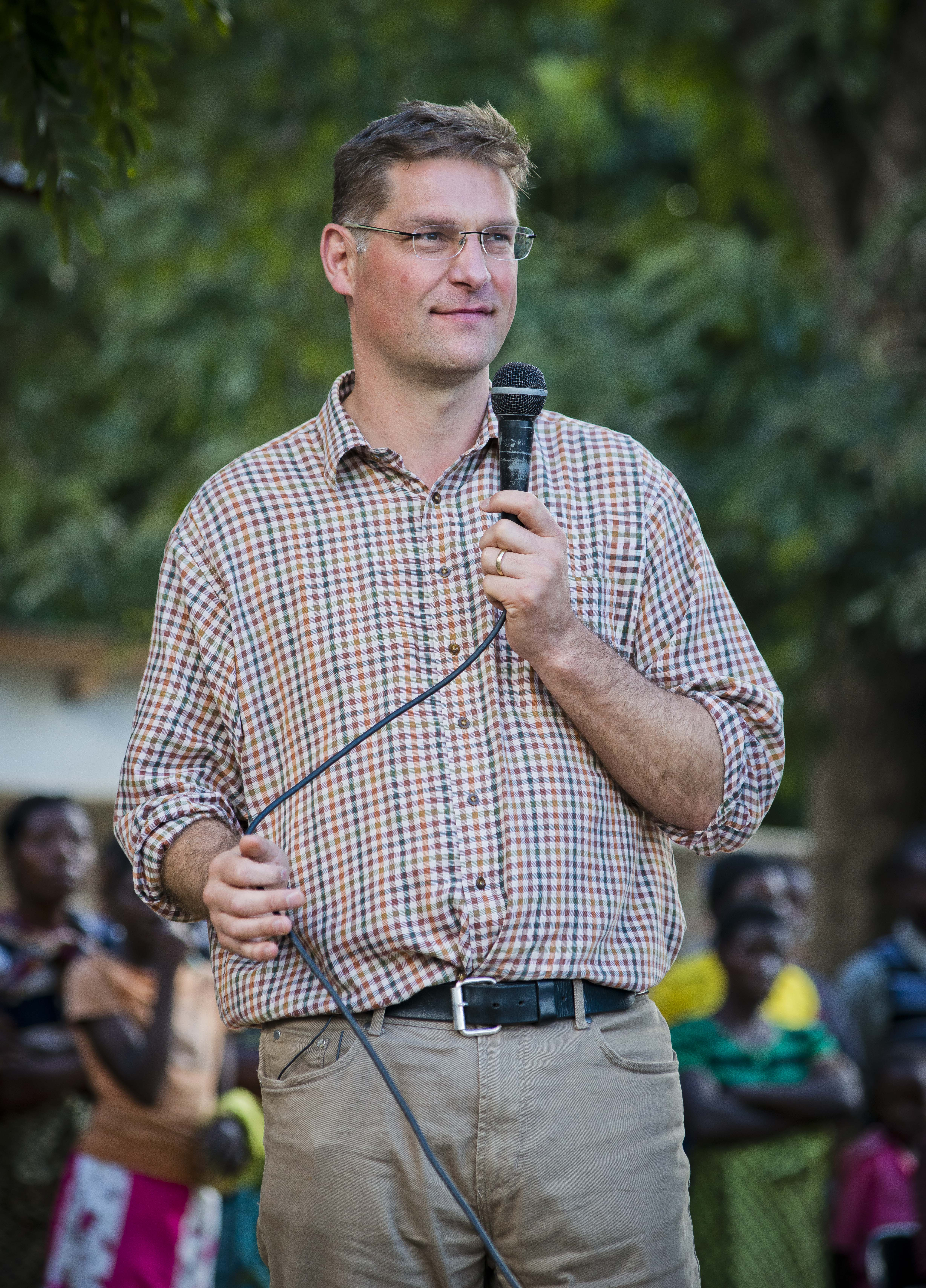
Magnus MacFarlane-Barrow při oslavě překročení hranice milionu dětí, kterým Mary's Meals pomáhá (2015).

Magnus MacFarlane-Barrow se narodil 7. února 1968 v Aberdeenu a vyrůstal v katolické rodině v Dalmally ve Skotsku s jednou sestrou a čtyřmi bratry. Studoval na Oban High School a následně historii na Univerzitě Stirling. Studium však ukončil po prvním semestru a začal pracovat na lososí farmě. Od roku 1992 se plně věnuje poskytování humanitární činnosti.
Žije v Dalmally s manželkou Julii, kterou poznal v roce 1993 při převážení humanitární pomoci do Jugoslávie, kam jela pomáhat jako zdravotní sestra. Mají spolu sedm dětí. Magnusova práce získala již mnoho ocenění, některá z nich jsou:
- CNN Hero of the Year,[29]
- Důstojník britského impéria (OBE) ,[30]
- 100 nejvlivnějších lidí světa v roce 2015 časopisu Time[31].

V roce 2015 vydal knihu Bouda, která krmí milion dětí, která vypráví o vzniku Mary’s Meals. V češtině byla vydaná v roce 2017 Karmelitánským nakladatelstvím..

## Mary’s Meals International
Sídlo Mary’s Meals International je v Dalmally ve Skotsku. Po celém světě vznikají pobočky a neformální skupiny podporovatelů, kteří šíří povědomí a získávají finanční prostředky pro Mary’s Meals. K roku 2020 existují afiliace již v Slovenské republice, Polsku, Austrálii, Rakousku, Bosně a Hercegovině, Kanadě, Chorvatsku, Německu, Itálii, Irsku, Nizozemsko, Portugalsku, Španělsku, České republice, Spojených arabských emirátech, Velké Británii a USA. Dobrovolníci pomáhají šířit povědomí, avšak jejich působení nespočívá v přímé pomoci v rozvojových zemích, neboť by to bylo v rozporu se snahou o udržení nízkých nákladů a zapojení lidí z tamních oblastí. Organizace má po celém světě 572 zaměstnanců.

## Mary’s Meals Česká republika
Česká pobočka vznikla v březnu 2018 jako spolek za účelem šíření povědomí a získávání peněžních prostředků pro Mary’s Meals. Kancelář spolku se nachází v Brně.
Veškeré náklady spojené s provozem pobočky, nákupem propagačních materiálů a platy zaměstnanců jsou až do roku 2027 (včetně) hrazeny sponzory. Veškeré vybrané prostředky od dárců z České republiky jsou tedy odesílány přímo Mary‘s Meals International. Fungování Mary’s Meals Česká republika spoléhá na aktivitu dobrovolníků, kteří nejčastěji šíří povědomí formou prezentací, stánku na kulturně-společenských akcích, pořádáním benefičních koncertů, ochutnávkou kaše likuni phala a dalšími aktivitami. Mezi největší z nich patří každoroční Katolická Charismatická konference v Brně, Dny lidí dobré vůle na Velehradě, Africké léto v ZOO ve Dvoře Králové nad Labem či adventní trhy na Staroměstském náměstí nebo Zelném trhu. Mezi akce organizované pobočkou patří například Národní pouť Mary’s Meals na sv. Hostýn, fundraisingová sportovní výzva Move for Hope. V roce 2020 se ve prospěch Mary's Meals udály benefiční koncerty Pokáče (v rámci Studentského Velehradu) a Pavla Helana (TV Noe). V roce 2022 podpořila práci Mary's Meals Petra Burianová.
Za rok 2022 činila výše všech darů na sbírkovém účtu  30 805 437 Kč. Tato částka nezahrnuje poskytnuté dary na provoz.

## Dokumenty
- Charles Francis Kinnane: Child 31. Grassroots Films 2012, 32 minut
- Charles Francis Kinnane: Generation Hope. Kinnane Films / Delgado Films 2016, 35 minut